# Лімінальний простір

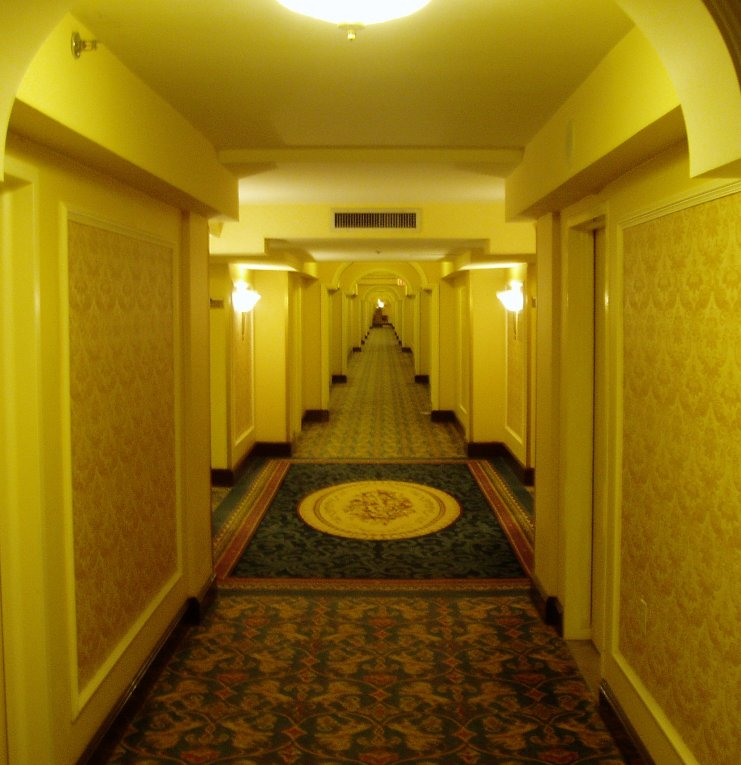
Зображення порожнього коридору готелю, приклад лімінального простору

Лімінальні простори — інтернет-естетика, що зображує порожні місця, які мають моторошний, покинутий і часто сюрреалістичний вигляд. Лімінальні простори зазвичай є місцями переходу (пов’язані з концепцією лімінальності) або ностальгічних атракцій.
Дослідження, опубліковане в Journal of Environmental Psychology, показало, що лімінальні простори здаються моторошними або незвичними, оскільки вони потрапляють у неприродну долину архітектури та фізичних місць. Стаття в Pulse: Journal of Science and Culture приписує дивність знайомим місцям, яким бракує звичного контексту(як правило безлюдність).
Ця естетика набула популярності у 2019 році після того, як на 4chan 12 травня того року, анонімний користувач створив пост на /x/, дошці 4chan на тему паранормальних явищ, просячи користувачів "розміщувати тривожні зображення, які просто здаються неприємними", одна з них стала вірусною публікацією з описом лімінальних просторів під назвою Залаштунки (англ. The Backrooms). Відтоді ці лімінальні незвичні зображення поширювалися в Інтернеті, зокрема на Reddit, Twitter і TikTok.

## Характеристика

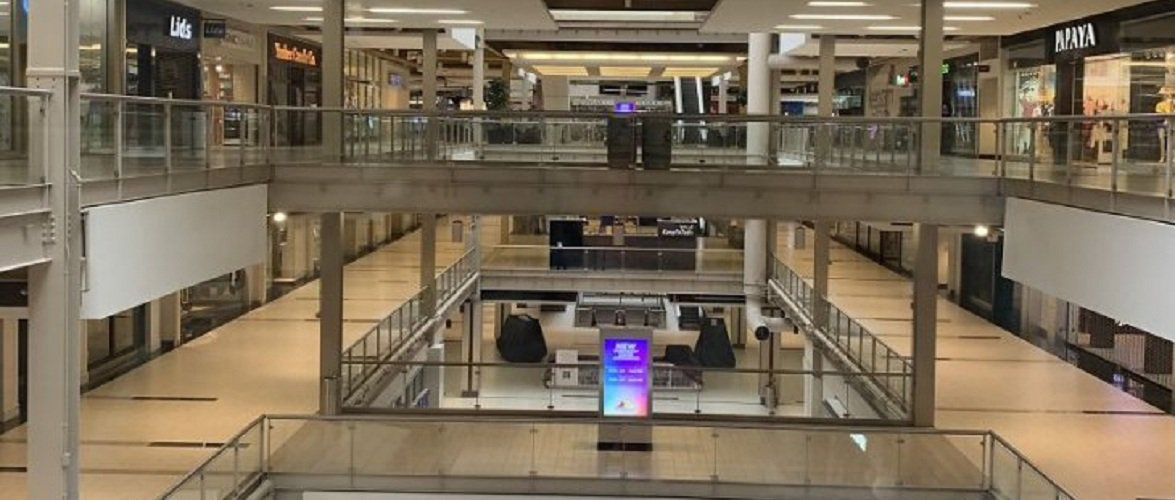
Порожній торговельний центр може викликати занепокоєння, оскільки воно позбавлене його звичного контексту (тобто присутності людей).

У широкому розумінні термін лімінальний простір використовується для опису місця, стану зміни, переходу. Перехід може бути фізичним (наприклад — вікно, бо воно знаходиться між вулицею та кімнатою) або психологічним (найчастіший приклад — підлітковий вік). Зображення лімінальних просторів часто зображує це відчуття «між», захоплюючи незручно порожні перехідні простори (дороги, коридори чи будинки). Естетика може передавати моторошні, сюрреалістичні, ностальгічні чи сумні настрої та викликати комфорт і дискомфорт, що залежить від людини. Його можна розглядати як місце поза часом і простором, всесвітом.

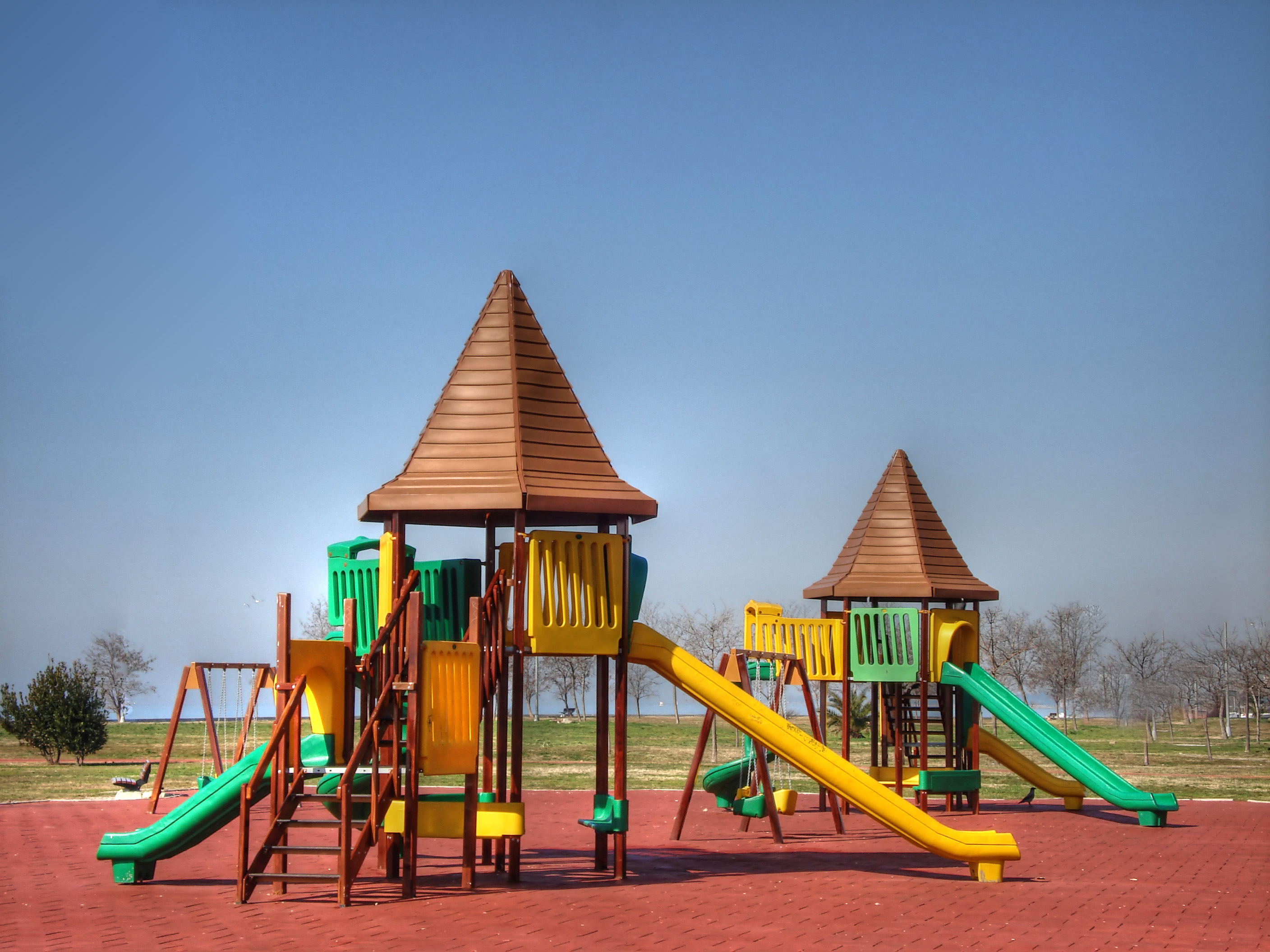
Порожній дитячий майданчик.

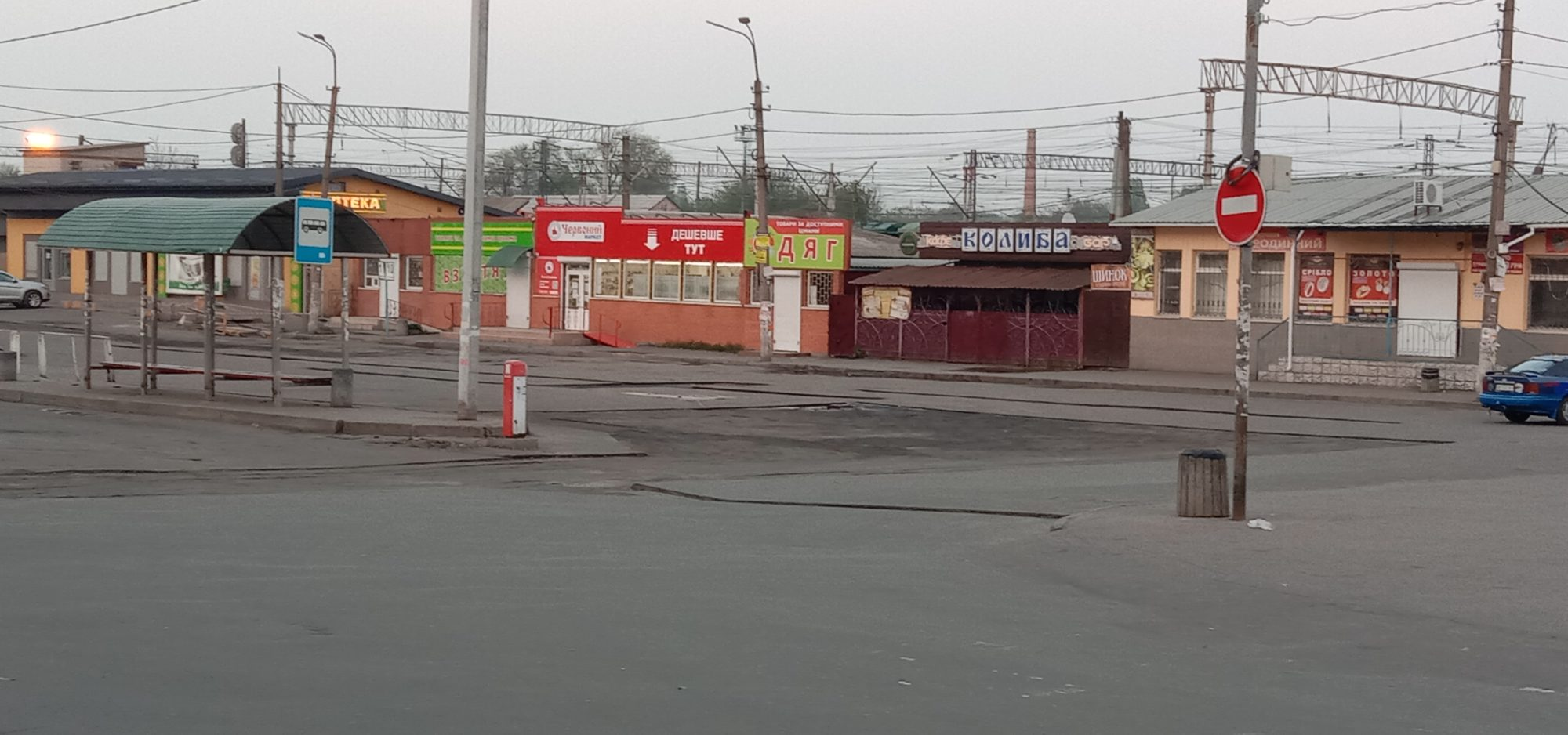
Третя світлина, що зображує порожню вулицю.

Дослідження Олександра Діля та Майкла Льюїса з Кардіффського університету пояснюють тривожну природу лімінальних просторів дивним явищем неприродної долини . Термін, який часто застосовують до гуманоїдів, чия достатня схожість з людьми призводить до почуття дискомфорту, що може пояснити схожі реакції на лімінальні зображення. У цьому випадку фізичні місця, які здаються знайомими, але дещо відрізняються від реальності, створюють моторошний характер, характерний для них.
Пітер Хефт із Pulse: Journal of Science and Culture детальніше розглядає цю "моторошність". Спираючись на роботу Марка Фішера, Хефт пояснює, що така моторошність виникає, коли людина бачить ситуацію чи місце в несподіваному контексті. Наприклад великий офіс, який, як очікується повинен бути забитий робітниками, стає тривожним, коли його зображують незвично порожнім. Цю «недостатність присутності» Фішер вважав однією з характерних рис естетичного відчуття моторошності.
Зростання інтересу до естетики в інтернет-культурі можна пояснити постпандемічним світом. Змушені проводити часу дома та далеко від інших, багато людей почало замислюватися над питанням лімінальності,  і такі теми, як ізоляція та перехід, стають важливими висновками.

## Історія

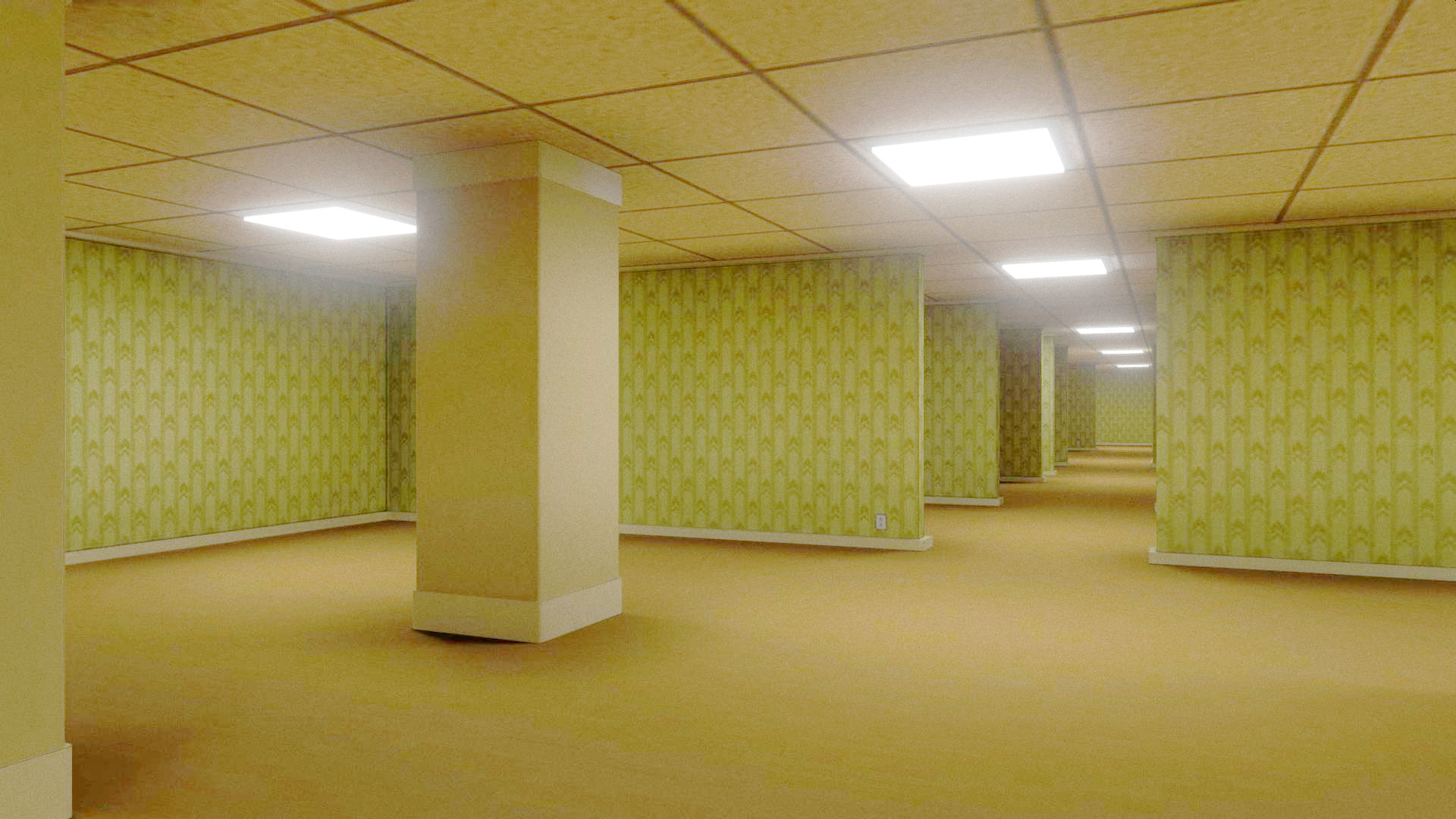
Типове рендероване зображення Залаштунків (англ. The Backrooms).

Зображення, що зображують лімінальні простори, набули популярності в 2019 році, коли маленька крипіпаста невідомого автора була опублікована на 4chan і стала вірусною.  12 травня 2019 року анонімний користувач створив пост на /x/, дошці 4chan на тему паранормальних явищ, просячи користувачів «розміщувати тривожні зображення, які просто здаються неприємними" . Одна з публікацій була оригінальною фотографією Backrooms: фотографією великої, вкритої килимом, відкритої кімнати з жовтими шпалерами та люмінесцентним освітленням. 
Інший користувач відповів на цю публікацію з першим описом Залаштунків: 
Якщо ви не будете обережні й вирветеся з реальності в неправильних місцях, ви потрапите в Backrooms, де лише сморід старого вологого килима, божевілля моно-жовтого, нескінченний фон шум люмінесцентних ламп із максимальним дзижчанням і приблизно шістсот мільйонів квадратних миль випадково сегментованих порожніх кімнат, у яких
Бережи вас Господь, якщо ви почуєте, як щось блукає поблизу, бо воно точно почуло вас.— — Аnonymous, 4chan (13 травня 2019 р.)
Зображення лімінального простору набули популярності в Інтернеті. Станом на  Листопад 2022, субреддит під назвою /r/LiminalSpace набрав понад пів мільйона учасників, публікація фотографій liminal space @SpaceLiminalBot у Twitter набрала понад 1,2 мільйона підписників, а хештег TikTok #liminalspaces має понад два мільярди переглядів.